# Абу Абдалла I
Абу Абдалла Мухаммад ибн Абу Хамму, или Абу Абдалла I (ум. 1411) ― четырнадцатый правитель Тлемсена из династии Абдальвадидов (1401―1411). 

## Биография
Абу Абдалла взошёл на трон в 1401 году в результате заговора, инициированного Маринидами, которые также приняли непосредственное участие в его реализации. Свергнутый брат Абу Абдаллы Абу Му I был отправлен в изгнание в Марокко с некоторыми родственниками,  а население Тлемсена поклялось в верности новому эмиру. 
Абу Абдалла правил в течение десяти лет, причём его правление было мирным, что было редкостью в то время. 
Он умер естественной смертью во вторник 3 марта 1411 года. Его племянник Абд ер Рахман бин Абу Му (сын Абу Му I) стал его преемником.